# Pomacanthus sexstriatus
Pomacanthus sexstriatus là một loài cá biển thuộc chi Pomacanthus trong họ Cá bướm gai. Loài này được mô tả lần đầu tiên vào năm 1831.

## Từ nguyên
Từ định danh của loài được ghép bởi hai từ trong tiếng Latinh: sexa ("sáu") và striatus ("có sọc"), hàm ý đề cập đến 6 dải sọc đen ở hai bên thân của cá trưởng thành.

## Phạm vi phân bố và môi trường sống
P. sexstriatus có phạm vi phân bố trải dài từ biển Andaman đến hầu hết vùng biển các nước Đông Nam Á và một số các quần đảo, đảo quốc thuộc châu Đại Dương (gồm Liên bang Micronesia, Palau, Vanuatu, Nouvelle-Calédonie và quần đảo Solomon); ngược lên phía bắc đến tận vùng biển phía nam Nhật Bản, bao gồm quần đảo Ryukyu; về phía nam đến hai bờ đông và tây của Úc (bao gồm các rạn san hô vòng ngoài khơi).
P. sexstriatus sống tập trung gần các rạn san hô viền bờ, từ vùng biển gần bờ cho đến ngoài khơi, và trong các đầm phá ở độ sâu đến 60 m.

## Mô tả
P. sexstriatus có chiều dài cơ thể tối đa được biết đến là 46 cm. Cơ thể của P. sexstriatus có màu nâu tanin phớt vàng với các đốm màu xanh lam trên vảy. Hai bên thân có 5 dải sọc đen; dải thứ 6 mờ hơn ở trên cuống đuôi. Vây lưng và vây hậu môn nhọn ở sau, gần như là hình tam giác, nhiều đốm xanh (vây đuôi cũng có các vệt đốm như vậy). Đầu sẫm đen với một sọc trắng ở sau mắt. Vây ngực màu xanh đen.Cá con có màu xanh thẫm (gần như đen) với các dải sọc cong màu trắng và xanh óng; vây đuôi trong suốt (giống với cá con của nhiều loài khác cùng chi).
Số gai vây lưng: 13; Số tia vây ở vây lưng: 18–20; Số gai vây hậu môn: 3; Số tia vây ở vây hậu môn: 18–19.

## Sinh thái
Thức ăn chủ yếu của P. sexstriatus là hải miên (bọt biển) và hải tiêu. P. sexstriatus thường sống đơn độc và ghép cặp khi đến mùa sinh sản. Loài này đã được ghi nhận là có thể lai tạp với Pomacanthus xanthometopon tại đảo Bali, Indonesia và bang Queensland, Úc. 
P. sexstriatus là một loài thường được xuất khẩu trong ngành buôn bán cá cảnh.